# Antoine Rodriguez
Antoine Rodriguez (* 10. Januar 1918 in Cuerva, Spanien als Athanasio Rodriguez; † 2. Januar 1967) war ein französischer Fußballspieler.

## Vereinskarriere
Der in Spanien geborene Athanasio Rodriguez kam schon in seinem zweiten Lebensjahr mit seinen Eltern, die sich in Roche-la-Molière (an der westlichen Peripherie von Saint-Étienne gelegen) niederließen, nach Frankreich; mit 12 begann er, in der örtlichen Porzellanfabrik zu arbeiten, in der auch seine Eltern beschäftigt waren. Für den Fußballsport entschied sich der nur 1,65 m große, meist Antoine genannte Rodriguez, der auch Radrennen fuhr, erst als 17-Jähriger, als er in den örtlichen Fußballverein eintrat. Dieser verschaffte ihm eine Anstellung in der Tischlerei eines Bergwerks; nach Schichtende arbeitete er zudem am Tresen eines Cafés. Sportlich entwickelte er sich schnell zum Torjäger seiner Mannschaft, die 1941/42 bei den Amateuren Meisterschaft und Pokalwettbewerb des Lyonnais gewann; dazu hatte er alleine 80 Saisontreffer beigetragen.
Daraufhin verpflichtete ihn die AS Saint-Étienne, in deren Erstligamannschaft er auf Anhieb als Linksaußen an der Seite gestandener Profis wie Ignace Tax, Jean Snella sowie den Nationalspielern René Llense und Michel Brusseaux Fuß fasste. In seiner ersten Saison 1942/43 – während der sogenannten „Kriegsmeisterschaften“, die von 1939 bis 1945 in zwei Gruppen ausgespielt wurden und heute nicht als offizielle Wettbewerbe zählen – war er mit 21 Treffern erfolgreichster Torschütze der Mannschaft. 1943/44 spielte die ASSE ein Jahr lang gezwungenermaßen unter Amateurbedingungen: 1943/44 durften auf politische Anweisung des Vichy-Regimes nur Regionalauswahlen (Équipes fédérales) im bezahlten Fußball antreten, und Saint-Étienne wollte mit den Lokalrivalen aus Lyon nicht zusammengehen.
In den folgenden beiden Jahren stießen mit René Alpsteg, Antoine Cuissard (1944) und Kader Firoud (1945) weitere gestandene Profis zu den Verts, wie die Spieler der AS Saint-Étienne wegen ihres grünen Dresses bis heute genannt werden, die in der ersten Saison nach Frankreichs Befreiung überraschend Vizemeister der nun wieder eingleisigen Division 1 wurden. Antoine Rodriguez, der schon während des Kriegs die französische Staatsbürgerschaft angenommen hatte, landete persönlich mit 19 Treffern hinter René Bihel und Pierre Sinibaldi auf dem 3. Platz der Ligatorjägerliste. Auch in den folgenden Jahren überwand er in großer Regelmäßigkeit die gegnerischen Torhüter: 1946/47 20-, 1947/48 16- und 1948/49 19-mal, womit er gleichfalls immer unter den treffsichersten Angreifern (1946/47 17., 1947/48 12. und 1948/49 9. Platz) rangierte. Trotz seiner Leistungen und der Tatsache, dass die ASSE bis 1951 nie schlechter als auf dem 11. Rang der Abschlusstabelle platziert war, kam es aber dennoch nie zu einer Berufung in die Nationalmannschaft.
1949 wechselte er zu den Girondins Bordeaux, wo ihm endlich der Gewinn eines nationalen Titels gelang; allerdings war er bei der mit deutlichem Vorsprung errungenen Meisterschaft in nicht einmal der Hälfte der Punktspiele eingesetzt worden. Ob er bei der anschließenden Coupe Latine noch dabei war, in der die Girondins nach einem 4:2 über Atlético Madrid in zwei Endspielen (3:3 n. V. und 1:2 n. V.) Benfica Lissabon unterlagen, bedarf noch der Klärung. Jedenfalls kehrte er 1950 für ein Jahr zu den Verts zurück, wo mit Kees Rijvers gerade ein neuer Stern aufging, und in dieser Saison half er im Pokalwettbewerb mit, dass der Klub bis unter die letzten vier Mannschaften vorstieß, wozu im Viertelfinale allerdings gleich drei Partien gegen Le Havre AC erforderlich waren. 1951/52 spielte er im Trikot des „Erzrivalen“ Olympique Lyon, der bei Saisonende in die zweite Division abstieg. Ob der Stürmer dort 1952/53 noch Spiele bestritt, ist nicht bekannt.
Nach Karriereende ließ Antoine Rodriguez sich in der Nähe von Lyon nieder. Sein 1959 geborener Sohn Gilles allerdings kehrte später als Spieler und Trainer zur AS Saint-Étienne zurück; so erfolgreich wie sein Vater, der mit 102 Pflichtspieltreffern einer der erfolgreichsten Torschützen aller Zeiten für ASSE ist, war der Sohn allerdings nicht.

### Stationen
- Roche-la-Molière (bis 1942)
- Association Sportive de Saint-Étienne (1942–1949)
- Girondins de Bordeaux (1949/50)
- Association Sportive de Saint-Étienne (1950/51)
- Olympique Lyonnais (1951/52)

## Palmarès
- Französischer Meister: 1950 (und Vizemeister 1946)
- Französischer Pokalhalbfinalist 1951
- ab 1948[11] noch 51 Spiele und 24 Tore in der Division 1, davon 30/17 für Saint-Étienne, 13/6 für Bordeaux, 8/1 für Lyon
- Drittbester Torschütze der Division 1: 1946